# 中国バレーボール協会
中国バレーボール協会（中国語表記: 中国排球协会、英称: China Volleyball Association）は、中華人民共和国でのバレーボールに関する活動を統括する団体。

## 沿革
- 1953年 - 中国バレーボール協会が設立
- 1954年 - 国際バレーボール連盟（FIVB）に加盟
- 1996年 - プロリーグ・中国バレーボールリーグを設立

## 主催する主な大会
- 中国バレーボールリーグ

## 代表チーム
- バレーボール中華人民共和国男子代表
- バレーボール中華人民共和国女子代表